# 今野哲治
今野 哲治（こんの てつはる、本名も同じ、1974年11月2日 - ）は、東京都渋谷区出身の俳優。現在は芸能プロダクションUs Creates（アス クリエイツ）の代表兼俳優として活動している。

## 人物
2002年、悪性リンパ芽球性リンパ腫から奇跡的な回復を見せ、本人曰く「死とは交通事故のようにいつ迎えるか判らないもの、いつ起こってもおかしくない。なら毎日を精一杯好きな事の為に生きる」との決意から芸能の道に進む事を決断した。
その後、小劇場の舞台から始めるが、ミュージカル・リーディングライブ・ダンスイベント・学校廻りの地方公演、また演出側に回るなどこだわらず広い分野に携わってきた。
また映画監督の東真司に師事し『現場に入るならスタッフの気持ちも判りなさい』との教えもあり、映画・ドラマ・バラエティ番組等で演出部・撮影部・照明部・録音部などの経験もあり、自らの経験も生かし医療監修としても現場に入る。
更に2009年より松本源之助社中の松本保男・松本良一に師事し神楽の教えを受け、結婚式や大手ホテルなどで獅子舞を振るうなど多彩な人物でもある。
身長：165cm。特技：料理・獅子舞。

## 来歴
- 1974年11月2日生誕。渋谷区立西原小学校・渋谷区立代々木中学校・東京都立千歳高等学校に進学。
- 1993年、私立東京電子専門学校 臨床工学部に進学。
- 1994年、友人が出演する舞台熱海殺人事件を観て舞台に興味を持ち、続けざまにつかこうへいの舞台熱海殺人事件〜モンテカルロイリュージョン〜を観る事でつかこうへいの作風や、出演していた山崎銀之丞に憧れるようになる。
- 1996年、聖路加国際病院で臨床工学士として就職。
- 1998年、趣味の一環として社会人劇団シアターフェニックスに参加して初舞台を踏む。また、1999年には同社会人劇団が主宰するインプロ団体プレイバックシアター・火の鳥にも参加。
- 2000年8月、劇団R:MIXに初めて外部出演する。
- 2001年3月、本人曰く「自分の医療に対する考え方、これからの人生の事をじっくり考えたい」と聖路加国際病院臨床工学科を退社。
- 2001年10月、悪性骨髄リンパ芽球性リンパ腫を患い入院。約8か月の闘病生活の末、奇跡的な回復をみせ退院に至る。
- 2003年、小劇場から芸能の道を目指す。
- 2005年、映画監督東真司に師事し、映像演技に対しレッスンを受ける。
- 2006年、ミライアクターズスクールにて東真司の講師助手を経て3年間、演技クラスの講師を務める。
- 2010年、自身が所属するアイリンク株式会社にて以降2015年まで演技講師を務める。
- 2015年2月、自身で個人芸能プロダクション有限会社Us Createsを設立し、代表取締役 兼 俳優として活動する。

## 所属事務所
そうくりえいと →スタークコーポレーション →アイリンク株式会社 → 有限会社Us Creates

## 主な出演作品

### テレビドラマ
- 大河ドラマ「新選組！」#41 - 会津役人 役
- 「妖怪人間ベム」 - レギュラー警察官 役
- 「蜜の味」 - レギュラー病理科医師 役
- 「彼女が恋愛できない理由」＃9 - 舞台監督 役
- 「ラッキーセブン」＃1
- 「外科医 鳩村周五郎9」 - 麻酔科医 役
- 「孤独のグルメ」 Season2 第7話 （2012年11月21日、テレビ東京）- 父 役
- 「めしばな刑事 タチバナ」＃6 - 鑑識官 役
- 「孤独のグルメ」 Season3 第4話 （2013年7月31日、テレビ東京） - 中年サラリーマンC 役
- 「LINK」＃1 - 救急隊員 役
- 「松平定知の藤沢修平をよむ3 暗殺剣虎ノ眼」 - 主演：牧達之助 役
- 「松平定知の藤沢修平をよむ3 隠し剣鬼ノ爪」 - 狭間弥市郎 役
- 「ヤバい検事 矢場建3」 - 心臓外科オペレーター 役
- 「家庭教師が解く2」 - 警察官 役
- 「俺のダンディズム」 - レギュラー会社員 役
- 「金田一耕助vs明智小五郎 ふたたび」
- 「聖母・聖美物語」＃64 - 執刀医 役
- 「獣医さん、事件ですよ」＃3 - 近藤秋人 役
- 「金田一少年の事件簿neo」#5 - 執刀医 役
- 「花ちゃんの味噌汁」（24時間テレビ） - 医師 役
- 「ワーキングデッド」#2
- 「ジャンクション39〜男達、恋に迷走中！〜」 - 高校時代の同級生 役
- 「SP 八剱貴志」 - 警視庁捜査1課・刑事 役
- 「陰陽師」 - 藤原房前 役
- 「精霊の守り人 3」 - レギュラー
- 「眩 〜葛飾北斎の娘〜」 - 原次 役
- 「大江戸ロボコン」 - 南町与力高島 役　　http://www.tvdrama-db.com/drama_info/p/id-62936
- 「BG〜身辺警護人〜」#7 - 救急救命士 役
- 「西郷どん」＃36 - ウィリス医師助手 役

### テレビバラエティ番組
- 「ひるこた！」再現VTR - 嫌味な店長 役
- 「クズメン撲滅委員会」再現VTR 辺見えみり編
- 「タカトシの芸能人！勝手に模擬試験」 - ドッキリの仕掛け人（警官 役）
- 「天才！志村どうぶつ園」再現VTR - 警官 役
- 「ムジカピッカリーノ」
- 「CX55周年特番」再現VTR
- 「Mr.サンデー」再現VTR
- 「爆報THEフライデー」再現VTR

### 映画
- 「釣りバカ日誌16 浜崎は今日もダメだった♪」監督：朝原雄三 - 鈴木建設社員 役
- 「線香花火が落ちる前に」監督：下倉功 - 加藤要 役
- 「今日という日が最後なら、」監督：柳明菜 - 鉄 役
- 「ドリームピッチャー」監督：安江渡 - 主演：島田洋一 役
- 「銀の鈴」監督：斉藤勝 - 主演：渡瀬幸一 役
- 「ゆずり葉」監督：早瀬憲太郎 - 土屋 役
- 「喜びの槌音」監督：花村彪 - 松浦水太郎 役
- 「妖怪人間ベム The Movie」監督：狩山俊輔
- 「イニシエーション・ラブ」監督：堤幸彦
- 「少女椿」監督：torico

### Vシネマ
- 「新人OL 下半身研修記 / ハメられた女たち」監督：小林庄司
- 「真田くの一忍法伝かすみ5」監督：渡辺世紀 - 鬼卍 役
- 「おっぱいチャンバラ」監督：広瀬陽
- 「2ちゃんねるの呪いvol.3」監督：広瀬陽
- 「野球拳キャノンボール」監督：マックP

### 舞台
- 「ショウ・マスト・ゴー・オン」（1998年）
- 「NETの彼方から」（1999年）
- 「プレイバックシアター火の鳥」（1999年6月・10月）
- 「シャルウィダンス」
- 「プレイバックシアター火の鳥 ジョナサン・フォックス特別講演」（2000年）
- 「プレイバックシアター火の鳥 西宮特別講演」（2000年）
- 「魔剣ラグナロク」（2000年）
- 「熱海殺人事件ver.D」（2000年） - 熊田定吉 役
- 「四月になれば彼女は」（2003年）
- 「車輛」（2003年）
- 「ニューヨーカーズ」（2003年、ミュージカル座 六行会ホール） - サイード役
- 「ひめゆり」（2004年、ミュージカル座 池袋芸術劇場中ホール） - 幸男 役
- 「人斬り以蔵」（2004年、グループしぜん、主演：岡田以蔵）
- 「中野の幸は殺人がお好き」（2004年）
- 「愚者の理・愚者の血」（2004年）
- 学校公演「地雷探知犬NEENA」（2004年 - 2014年：約150公演に参加）
- 「僕らが非常の大河を下る時」（2004年、劇団無双劇場） - 主演：ふかおとおる 役
- 「泥つき」（2006年、劇団タイムラグ） - 準主役：いろは昇 役
- リーディングライブ 「Re:cycle」（2007年）
- 「寿獅子舞」（2010年、松本源之助社中土浦翁会）
- 「私たちに光を！ 〜 生きることを諦めたくないから…」（初演：2010年）
- 「熊襲征伐」（2010年、松本源之助社中土浦翁会）
- 「熱海 七夕After」（2010年） - 大山次郎 役
- 「魔笛は3度鳴る」（2010年） - サル 役
- 「ON“DOKU"劇場」（2010年 - 2012年：毎月の公演にほぼ参加)
- 「私たちに光を！ 〜 生きることを諦めたくないから…」 （再々演：2011年5月17日 - 22日、恵比寿・LIVE BAR STARS）
- 「寿獅子舞」（2011年、松本源之助社中土浦翁会）
- 「ハツカネズミと人間」（2011年） - 主演：ジョージ・ミルトン 役
- 土浦祭囃子合同発表会「神田種蒔」（2011年、松本源之助社中土浦翁会）
- 「テン氣リンの夜」（2011年、青山曼荼羅） - 主演：一郎と呼ばれる人 役
- 「寿獅子舞」（2012年、松本源之助社中土浦翁会）
- 「敬神愛国」（2012年、松本源之助社中土浦翁会）
- リーディングライブ「岸田國士を読む〜キシダテキ恋愛考」（2012年）
- 「taste 〜宮沢賢治を味わう」（2012年）
- 「寿獅子舞」（2013年、松本源之助社中土浦翁会）
- 「大蛇退治」（2013年、松本源之助社中土浦翁会）
- 「寿獅子舞」（2014年、松本源之助社中土浦翁会）
- 「あなたに贈る×(キス)2」（2014年、俳優座劇場） - 剣持卓 役
- 「寿獅子舞」（2014年、松本源之助社中土浦翁会）
- 「寿獅子舞」（2015年、松本源之助社中土浦翁会）

### WEB
- ヤフー動画ショートドラマ「モテ自動車ドライブ『パートナーズ Mission〜そして、中華料理?!』」主演：時東ぁみ
- 東塾によるショートフィルム『ギフト』（2008年3月）
- 「Everyday Life」
  - #4 『Destiny』監督：小川典
  - #10『3years」監督：小川典 - 主演：龍二 役
- 「大隈重信 その少年時代・青年時代 再現VTR：青年時代」 - 先輩 役

### MV・PV
- 「OA機器営業マニュアル」 - 手本社員 役
- 「DA（アーティスト：ディスコチック・アバリア）」 - 番組司会者 役
- 「家庭の医学」
- 「/サミーライフ ふしぶしアミノ酸+MSM」 - ナレーション
- 「ナイスデュエット！」 - 医師 役
- 「セールスフォース・損保ジャパン日本興亜」

### CM
- 「au」空港編（2005年）
- 「サントリー金麦」夜桜編
- 「サントリーのどごし生」ギネス更新編
- 「アデランス」ヘアパーフェクト編 - 主演
- 「銀の皿」 - メイクアップアーティスト役
- 「キリンビール一番搾り」
- 「上田ハーローFX」
- 「静岡スバル」 - スバル店員 役
- 「ドミノピザ」チェダーチーズ編 - お父さん 役
- 「サントリーのどごし生」夏の太陽編

### 声優
- オーディオブック「√3　ヒトナミニオゴレヤオナゴ」 - 奄美 役
- PS Vite「ヴィーナスプロジェクト」 - 番組司会者 役

## 監督等

### Vシネマ
- 「2ちゃんねるの呪いvol.3」 - 助監督 兼 出演

### 映画
- TWILIGHT FILE VI『Wednesday 〜アナザーワールド〜』（2009年7月17日 - 19日、シネマート六本木で単館上映） - 助監督
- 「ピースフルジュース」監督：鬼崎雅也 - 監督補 兼 出演（広瀬 役）

### テレビドラマ
- 連続ドラマ 『LOVEx3』（全10話 2007年7月29日 - 9月30日、KBS京都 / 8月11日 - 10月13日、東京MX）- 助監督
- 情報バラエティドラマ「モラタメ！」（2008年10月、MBS毎日放送）- 助監督
- 天才てれドラマ （NHK教育テレビ）- 助監督
  - 「夏、とんがり山で…」
  - 「予報チャンネル」
- 「ヤバい検事 矢場建3」 - 医療監修

### 舞台
- ミュージカル・アナザーワールド - 演出補
  - 再々演：2009年6月10日〜13日、南大塚ホール
- リーディングライブ「LOVE?」 - 演出
- 朗読劇「愛とか恋とか」 - 演出

### 制作
- 「サミーライフ ふしぶしアミノ酸+MSM」